# Carson-Air-Flug 66
Auf dem Carson-Air-Flug 66 (Flugnummer: CA66), einem Frachtflug der kanadischen Fluggesellschaft Carson Air, stürzte am 13. April 2015 eine Swearingen SA226-TC Metro II in die North Shore Mountains, nachdem sie zuvor in der Luft auseinandergebrochen war. Dabei wurden die beiden an Bord befindlichen Piloten getötet. Wie im Rahmen der Unfalluntersuchung festgestellt wurde, spielte exzessiver Alkoholkonsum des Kapitäns bei dem Absturz eine Rolle.

## Flugzeug
Bei der betroffenen Maschine handelte es sich um die Frachtversion einer Swearingen SA226-TC Metro II mit der Werknummer TC-235, die 1977 gebaut und zunächst mit dem Testkennzeichen N5394M zugelassen wurde. Am 29. Juli 1977 wurde die Maschine an die Southern Airways übergeben, wo sie das neue Kennzeichen N61Z und die Flottennummer 261 erhielt. Aufgrund einer Unternehmensfusion war die Maschine ab dem 1. Juli 1979 auf die Republic Airlines registriert. Im Juli 1980 kaufte die Britt Airways die Maschine und nahm sie in Betrieb. Am 2. Juni 1992 wurde die Metro an die Berry Aviation aus Austin, Texas verkauft. Diese ließ sie im Juli 1993 mit dem neuen Kennzeichen N235BA zu. Vom 25. Juli 1996 bis zum 10. Oktober 2006 war das Flugzeug schließlich auf die Superior Aviation zugelassen, ehe sie schließlich am 24. Oktober 2006 von der Carson Air übernommen und mit dem letzten Luftfahrzeugkennzeichen C-GSKC zugelassen wurde. Das zweimotorige Regionalverkehrsflugzeug war mit zwei Turboproptriebwerken des Typs Honeywell TPE331-10UA ausgestattet.

## Besatzung und vorgesehene Flugstrecke
Die Besatzung bestand aus dem 34-jährigen Flugkapitän Robert Brandt und einem 32-jährigen Ersten Offizier.
Der Linienflug sollte vom Flughafen Vancouver zum Flughafen Fort St. John, British Columbia führen, planmäßige Zwischenstopps sollten auf dem Flughafen Prince George und auf dem Dawson Creek Regional Airport erfolgen.

## Unfallhergang
Am Morgen des 13. April 2015 erschien der Erste Offizier gegen 6:00 Uhr auf dem Flughafen. Er schien frohen Mutes zu sein und verbrachte fünf Minuten im Flugplanungsraum, bevor er sich zur Maschine begab, um diese für die Flüge des Tages vorzubereiten.
Gegen 6:15 Uhr traf der Kapitän am Flughafen ein. Er begab sich auf direktem Wege zum Flugplanungsraum. Auch der Kapitän schien sich in einem positiven Gemütszustand zu befinden. Er unterhielt sich einige Minuten lang mit Kollegen, die sich ebenfalls auf ihre Abflüge vorbereiteten. Kapitän Brandt fragte auf einem Firmencomputer die Wetterdaten ab und rief NAV CANADA an, mit der er den Flugplan nach IFR-Regeln besprach. Keine der Personen, mit denen Brandt Kontakt hatte, stellte ein auffälliges Verhalten des Kapitäns fest. Der Kapitän lief dann zur Maschine und verbrachte 10 Minuten im Cockpit. Anschließend half er dem Ersten Offizier beim Beladen der Maschine. Beide Besatzungsmitglieder führten abschließende Flugvorbereitungsmaßnahmen durch, ehe sie die Maschine bestiegen und gegen 6:45 Uhr die Triebwerke starteten.
Der Startlauf begann gegen 7:03 Uhr. Die Maschine rotierte nach etwa 900 Metern. Kurz darauf kontaktierten die Piloten die Flugsicherung von Vancouver und erbaten die Freigabe zum Steigflug auf 9000 Fuß (ca. 2740 Meter).
Die Maschine stieg mit einer Geschwindigkeit von 1500 Fuß pro Minute, wobei sich ihre Fluggeschwindigkeit graduell bis auf 185 Knoten (ca. 343 km/h) erhöhte. Um 7:08 Uhr bestätigten die Piloten eine Freigabe zum Steigflug auf 20.000 Fuß (ca. 6100 Meter). Dies war der letzte Funkspruch, der von der Maschine gesendet wurde. Eine Minute und 20 Sekunden später, während sich die Maschine auf einer Flughöhe von 8700 Fuß (ca. 2650 Meter) befand, begann sie mit einer Geschwindigkeit von 33000 Fuß pro Minute rapide zu sinken.
Anschließend verschwand sie von den Radarbildschirmen der Flugsicherung. Sieben Minuten nach dem Start schlug die Maschine auf dem Boden auf.

## Suche und Bergung des Wracks
Die Maschine stürzte in ein hügeliges Gebiet nahe dem Crown Mountain ab, der zu den North Shore Mountains gehört. Zwei Hubschrauber und zwei Flugzeuge der Rettungswache von North Shore waren an der Suche des Flugzeugwracks beteiligt. Die Suche wurde durch schlechtes Wetter erschwert. Später konnte festgestellt werden, dass der Notfall-Ortungssender zwar eingeschaltet gewesen war, jedoch kein Signal abgab.

## Ursachen des Absturzes
Der Unfall wurde durch das Transportation Safety Board of Canada (TSB) untersucht. Die Ermittlung wurde durch den Umstand erschwert, dass keine funktionierenden Flugdatenschreiber an Bord waren.
Es konnte festgestellt werden, dass die Maschine vor dem Absturz in der Luft auseinandergebrochen war. Das Auseinanderbrechen sei einem rapiden Sinkflug geschuldet gewesen, bei dem die materiellen Belastungsgrenzen der Maschine überschritten wurden. So sei der Metroliner vor dem Absturz mit einer Geschwindigkeit von 33.000 Fuß (ca. 9150 Meter) pro Minute gesunken, was einem Sturzflug entspricht.
Während die physikalischen Ursachen für das Auseinanderbrechen der Maschine und den Absturz sich im Labor nachweisen ließen, konnten die Ursachen dafür, dass mit der Maschine ein derart abnormes Flugmanöver geflogen wurde, nicht eindeutig ermittelt werden.
Bei einer toxikologischen Untersuchung wurde beim Kapitän ein Blutalkoholgehalt von 2,4 Promille festgestellt. Um einen solchen Alkoholpegel zu erreichen, habe der Kapitän über einen Zeitraum von 12 Stunden etwa 17 bis 20 alkoholische Drinks zu sich nehmen müssen.
Bei der Autopsie wurde zudem eine schwere Arteriosklerose der Herzkranzgefäße und Steatohepatitis der Leber festgestellt. Derartige medizinische Befunde im Körper eines 34-jährigen Mannes sprechen für einen exzessiven Alkoholkonsum über einen längeren Zeitraum hinweg.
Der Kapitän hatte sich vor dem Unfall um einen Posten als Chefpilot für den Frachtbetrieb des Unternehmens am Standort Vancouver beworben. Am 26. März 2015 teilte ihm das Unternehmen mit, dass die Stelle an einen anderen Bewerber vergeben wurde. Zeitnah war es am 24. März 2015, 20 Tage vor dem Unfall, zu dem Unfall auf Germanwings-Flug 9525 gekommen, auf dem der Erste Offizier einen Airbus A320 in suizidaler Absicht gegen eine Felswand flog.
Obwohl einige Koinzidenzen festzustellen waren, waren die Ermittler nicht in der Lage, Rückschlüsse zu treffen, ob der Kapitän in der Lage gewesen wäre, einen Absturz absichtlich herbeizuführen. Ein Pilotensuizid konnte somit weder bestätigt noch ausgeschlossen werden. Andere Szenarios wie eine Vereisung der Pitotrohre oder eine Handlungsunfähigkeit der Besatzung wurden in Erwägung gezogen, aber für nicht allzu wahrscheinlich befunden.
In ihrem Untersuchungsbericht vermerkten die Ermittler, dass die Maschine abgestürzt sei, weil sie aus unbekannten Gründen auf ihrer Flugroute in einen rapiden Sinkflug geriet, bei dem die materiellen Belastungsgrenzen des Flugwerks überschritten wurden. Aufgrund der Blutalkoholwerte des Kapitäns ließe sich außerdem nahezu mit Sicherheit feststellen, dass Alkoholkonsum bei dem Unfall eine Rolle spielte.

## Ähnliche Ereignisse
Weitere Zwischenfälle mit erwiesenem Konsum von psychoaktiven Substanzen durch einen oder mehrere Piloten:
- Aeroflot-Flug 821 (Alkohol)
- Aero-O/Y-Flug 311 (Alkohol)
- Japan-Air-Lines-Cargo-Flug 8054 (Alkohol)
- Trans-Colorado-Airlines-Flug 2286 (Kokain)